# Michael Denton
Michael Denton (ur. 25 sierpnia 1943) – brytyjsko-australijski biochemik i pisarz. W 1973 roku M. Denton otrzymał tytuł doktora z biochemii na King’s College London. Napisał kilka książek, do których odwołują się zwolennicy inteligentnego projektu, pseudonaukowego poglądu, wedle którego „pewne obserwacje początku wszechświata i świata żywego są lepiej wytłumaczalne przez inteligentną przyczynę, niż przez przypadkowe procesy, takie jak dobór naturalny”.